# Piętrowość
Piętrowość – istotna właściwość środowiska przyrodniczego terenów górskich, polegająca na zmienności jego cech wraz ze wzrostem wysokości bezwzględnej. Zmienność ta dotyczy całego środowiska, jak i poszczególnych jego elementów (np. klimatu, opadów, gleb, roślinności itp.). 
Przejawem piętrowości jest występowanie w górach pionowych stref (pięter), różniących się od siebie własnościami środowiska przyrodniczego. Czynnikiem wywołującym piętrowość jest przede wszystkim zmienność cech klimatu (gł. temperatury i opadów), a także budowa geologiczna i ukształtowanie terenu (różnorodność form morfologicznych, ekspozycja i nachylenie stoków, procesy erozji i in.), wpływające na pozostałe elementy środowiska. 
W zależności od tego, który element środowiska bierzemy pod uwagę możemy wyróżnić m.in.:
- piętrowość roślinną - najłatwiej dostrzegalny element piętrowości;
- piętrowość klimatyczną (w tym np. piętrowość opadów);
- piętrowość glebową;
- piętrowość procesów morfogenetycznych;
- piętrowość świata zwierzęcego;
- inne.

Ogólnym pojęciem, stanowiącym rodzaj syntezy powyższych właściwości, jest piętrowość krajobrazowa (piętrowość fizycznogeograficzna).